# O Golpe (1955)
O Golpe é uma comédia cinematográfica brasileira de 1955 dirigida por Carlos Manga e estrelada por Oscarito, Violeta Ferraz e Renato Restier.

## Sinopse
Narciso é um compositor sem reconhecimento que mora com Alice, sua esposa, e Adelaide, sua sogra, e possui dificuldades financeiras para manter Marina, sua filha, no colégio. Ernesto, seu colega, atropela a moça Clarice e, a fim de livrar-se da prisão, convence Narciso a utilizar a tragédia para ascender a carreira de Narciso, cujas canções teriam causado o suicídio da moça que havia se atirado na frente do carro.

## Elenco
- Oscarito como Narciso
- Violeta Ferraz como Adelaide
- Renato Restier como Ernesto
- Miriam Teresa como Marina
- Adriano Reys como Edvaldo
- Margot Louro como Alice
- Afonso Stuart
- José Mafra

## Exibição
O filme foi censurado em 15 de fevereiro de 1961.